# Theretra incarnata
Theretra incarnata là một loài bướm đêm thuộc họ Sphingidae. Nó được tìm thấy ở Indonesia.
Phía trên cánh trước giống loài Theretra clotho clotho nhưng khác ở chỗ có vạch phía sau mạnh mẽ hơn.